# Ertan Tombak
Ertan Tombak (tiếng Bulgaria: Ертан Томбак; sinh 30 tháng 5 năm 1999) là một cầu thủ bóng đá Bulgaria thi đấu ở vị trí hậu vệ phải cho Cherno More Varna.

## Sự nghiệp

### Cherno More
Ngày 31 tháng 5 năm 2017, Tombak ra mắt chuyên nghiệp trong trận hòa 2–2 sân khách trước Levski Sofia, thi đấu đủ 90 phút. Ngày 6 tháng 7 năm 2017, anh ký hợp đồng chuyên nghiệp đầu tiên. Tombak công khai bày tỏ sự vui mừng và cho rằng là một phần của đội chính như là "giấc mơ thành hiện thực".

## Sự nghiệp quốc tế
Tombak được triệu tập vào đội hình U-18 Bulgaria trong trận giao hữu trước U-18 Macedonia ngày 9 và 11 tháng 5 năm 2017. Ngày 12 tháng 9 năm 2017, anh ra mắt cho U-19 Bulgaria trong trận giao hữu trước U-19 Bosnia và Herzegovina.

## Thống kê sự nghiệp
Tính đến  ngày 17 tháng 2 năm 2018
| Câu lạc bộ  | Mùa giải | Giải vô địch | Giải vô địch | Cúp     | Cúp       | Châu lục | Châu lục  | Tổng    | Tổng      |
| Câu lạc bộ  | Mùa giải | Số trận      | Bàn thắng    | Số trận | Bàn thắng | Số trận  | Bàn thắng | Số trận | Bàn thắng |
| ----------- | -------- | ------------ | ------------ | ------- | --------- | -------- | --------- | ------- | --------- |
| Cherno More | 2016–17  | 1            | 0            | 0       | 0         | —        | —         | 1       | 0         |
| Cherno More | 2017–18  | 3            | 0            | 1       | 0         | —        | —         | 4       | 0         |
| Cherno More | Tổng     | 4            | 0            | 1       | 0         | 0        | 0         | 5       | 0         |